# Кондратьев, Вячеслав Васильевич
Вячеслав Васильевич Кондра́тьев (24 апреля 1938, Чистополь — 18 мая 2021, Нижний Новгород) — российский информатик, специалист в области проектирования систем управления с ЦВМ.

## Вехи биографии
В 1961 году окончил ГПИ имени Жданова, факультет автоматики и электромеханики.
В 1974 году возглавил кафедру «Вычислительные системы и технологии» радиотехнического факультета Горьковского политехнического института имени Жданова. Возглавлял кафедру до 2019 года.
31 октября 1975 года решением Высшей аттестационной комиссии при Совете министров СССР Вячеславу Васильевичу Кондратьеву присвоена учёная степень доктора технических наук.
7 декабря 1991 года избран в Члены-корреспонденты РАН по Секции инженерных наук (приборостроение, информационно-измерительная и вычислительная техника).
Вячеслав Васильевич Кондратьев был членом редколлегии журнала «Системы управления и информационные технологии», председателем диссертационного совета по защите докторских диссертаций в Нижегородском государственном техническом университете.

## Награды и звания
- «Заслуженный деятель науки Российской Федерации» (1998).
- Почётный работник высшего профессионального образования Российской Федерации.
- Медаль им. М. В. Келдыша.

## Научная деятельность
Является автором более 180 публикаций, в том числе 5 изобретений.
Под научным руководством В. В. Кондратьева защищены 25 докторских и более 90 кандидатских диссертаций.

### Книги
- Элементы теории линейных дискретных систем с запаздыванием : Учеб. пособие / В. В. Кондратьев. — Горький : ГПИ, 1982. — 79 с.
- Оптимальное дискретное управление объектами с запаздываниями : [Учеб. пособие] / В. В. Кондратьев. — Горький : ГПИ, 1984. — 71 с.
- Автоматизация контроля цифровых функциональных модулей / В. В. Кондратьев, Б. Н. Махалин. — Москва : Радио и связь, 1990. — 150, [1] с. : ил.; 22 см; ISBN 5-256-00358-5
- Системы управления с разными интервалами дискретности : Учеб. пособие для студентов специальности 220100 / В. В. Кондратьев, А. П. Иванов ; М-во образования Рос. Федерации. Нижегор. гос. техн. ун-т. — Н. Новгород : НГТУ, 2002 (Тип. НГТУ). — 20 см; ISBN 5-93272-171-5
- Системы управления с разными интервалами дискретности : Учеб. пособие для студ. спец-ти 220100 / В. В. Кондратьев, А. П. Иванов ; — Н. Новгород : НГТУ, 2002. (Тип. НГТУ). — 20 см.
  - Ч. 1: Модели, алгоритмы, оптимизация. — 2002 (Тип. НГТУ). — 131 с.

### Статьи
- Кондратьев В. В., Фильтрация и анализ линейных дискретных систем управления при непараметрическом задании коррелированных шумов / В. В. Кондратьев, А. А. Кочешков // Автоматика и телемеханика, № 6, 1985
- Кондратьев В. В., Формирование описания изображения в условиях неопределенности / В. В. Кондратьев, В. А. Утробин // Доклады Академии Наук, 1996, т.347, № 3, с.316 — 318
- Кондратьев В. В. Потоковый подход к структурно-временному согласованию цифровых вычислительных устройств и систем / В. В. Кондратьев, Ю. С. Бажанов // ДАН, 1998, т.359, № 5, с.604-606
- Кондратьев В. В., Свойство изолированности лагранжева многообразия функции Беллмана-Ляпунова / В. В. Кондратьев, Г. В. Кондратьев // Доклады Академии Наук, 2000, т.370, № 3, с.303-305
- Кондратьев В. В., Структурно-параметрический синтез нейросетевого классификатора / В. В. Кондратьев, В. Р. Милов // Наукоемкие технологии,№ 2, 2003, с.101-106.
- Кондратьев В. В. Нейросетевые алгоритмы распознавания образов / В. В. Кондратьев, В. Г. Баранов, В. Р. Милов, Ю. Х. Зарипова // Нейрокомпьютеры: разработка, применение 2007 № 11, с.20-27
- Кондратьев В. В. Генетические алгоритмы для архитектуры NVIDIA CUDA /В. В. Кондратьев, О. В. Аверин // Системы управления и информационные технологии, № 1, 2013, с.29-34
- Кондратьев В. В., Фазовая пеленгация в системах радиолокации на просвет /В. В. Кондратьев, Ф. Н. Ковалев // Доклады Академии Наук, 2014, том 455, № 4, с.
- Кондратьев В. В. Применение методов теории самоорганизации в задачах управления профилированием и конфигурированием вычислительных систем /В. В. Кондратьев, Д. В. Жевнерчук // Доклады Академии Наук, 2014, том 459, № 4, c.409 — 412
- Кондратьев В. В., Жевнерчук Д. В. Открытая вычислительная платформа обеспечения интероперабельности объектов военной сферы // Оборонный комплекс — научно-техническому прогрессу России. 2015. № 1 (125). С. 3-9
- Kovalev A.N., Kovalev F.N., Kondrat’ev V.V., Potapov A.A. Measurements ambiguity resolution in phase direction finders of forward-scattering radar systems // В сборнике: 2016 CIE International Conference on Radar, RADAR 2016 2016. С. 8059329.
- Kovalev A. N., Kovalev F. N., Kondrat’ev V. V., Potapov A. A. Resolution of targets in forward-scattering doppler radar system // Proceedings of SPIE — The International Society for Optical Engineering. 2016. Т. 2016. С. 1123.
- Бронфельд Г. Б., Киров Д. И., Кондратьев В. В. Прототип интеллектуальной электронной книги с использованием технологии прямого наложения знаний // Программные продукты и системы. 2019. № 3. С. 403—410[1].